# ロバート秋山のクリエイターズ・ファイル
「ロバート秋山のクリエイターズ・ファイル」（ロバートあきやまのクリエイターズファイル）は、秋山竜次（ロバート）による連載記事および動画の名称である。
本稿では連載記事に加え、Netfilxで配信されている「クリエイターズ・ファイル GOLD」、秋山が企業とコラボレーションして製作した作品および本作を元にしたスペシャルドラマ「黒い十人の秋山」についても述べる。

## 概要
秋山が様々な職種で活躍する人物に扮し、架空のインタビューを受けるモキュメンタリーおよび憑依芸である。当初は現役で活躍する人物であったが、回を追うごとに故人や非人物などに扮する例も増えている。連載とともにYouTubeに活躍の様子をまとめた動画が配信されており、一人物につき2～3本の動画が製作される。動画には秋山本人のほか、本業で活躍する人物がゲスト出演することもある。また、回によっては企業や地方自治体とのタイアップ作品も制作される。
連載は2015年4月よりhontoのフリーペーパー・『honto+』で開始したが、同誌が2019年12月を最後に休刊となったため、2020年1月から連載先を『月刊ザテレビジョン』に移動している。
秋山本人によると、演じる人物の職業については下調べはせず、台詞などはその場のアドリブで決めて行く。動画が注目されがちだが、基本は紙媒体でのインタビューを最前提としており、演じる人物によって撮影するカメラマンも変え、リアリティを出しているという。
動画のシリーズ化後は、シリーズの登場人物が実在企業のイメージキャラクターに起用される機会が多くなっている。
2021年からは、本作のスピンオフとして「クリエイターズ・ファイル GOLD」がNetflixから配信されることが発表された。

## 登場キャラクター
※順番は公式サイト準拠
1. ジェネラルCGクリエイター 磯貝KENTA[6]
2. テクニカル・サウンド・アレンジャー 重松光[7]
3. 「銀風の塔」グループCEO 大垣節子[8]
4. アース・フォトグラファー キブネ・シン[9]
5. メディカル・チームドクター 横田涼一[10]
6. トータル・ファッション・アドバイザー YOKO FUCHIGAMI[11]
7. おもちゃクリエイター 安来我楽[12][注釈 1]
8. ダンスパフォーマー兼振付師 SHU-ZO[13]
9. スローフード・アドバイザー セレス・C・グロース[14]
10. ワードパティシエ 竜斎雲[15]
11. 俳優 桐乃祐[16]
12. プロスカウトマン 荒井裕二郎[17]
13. TVプロデューサー 唐沢佐吉[18]
14. 構成作家 成安タロウ[19]
15. インディアンジュエリー・デザイナー 小野幸次郎[20]
16. トータル・ウェディング・プロデューサー 揚江美子[21]
17. トータル・脳ガズム・トレーナー パール川辺[22]
18. インターナショナル洋酒バイヤー 花牟田幸彦[23]
19. 株式会社コンプリートアースOPS ジェネラルリーダー 川端司[24]
20. シンガーソングライター 国松ちえり[25]
21. 金メダリスト 堀川正義[26]
22. Guest House「deco pon」オーナー／海外向けサイト「にっぽん文化COCO-E・TOCO.com」企画運営 ラルフ・ボーデン＆万紀子ボーデン[27][注釈 2]
23. 子役 上杉みち[28]
24. 漫画家 濱内シゲノリ[29][注釈 3]
25. ゲーム評論家 久世智宏[30]
26. 宇宙飛行士 草野伸也[31][注釈 4]
27. ストリート・カルチャー・スーパーバイザー 鷲尾ケイゴ[32]
28. ファッションモデル リシエル[33]
29. 声優 二木陽次[34][注釈 5]
30. FOP法人「ガーベラ」代表 清瀬まさ子[35]
31. ロックバンド ジ・エマージェンシー[36][注釈 6]
32. 全統括チェアマン 岡添金太郎[37][38]
33. 企業レスキュー・コンサルタント 沖田義盛[39]
34. 染谷アーティスティックスイミングクラブ・コーチ 染谷育枝[40]
35. 日本初のクリエイター 田村蔵之松[41][注釈 7]
36. ラーメンウォッチャー・ヌードルブロガー 伊吹のり崇[42]
37. スーパーキッズ・ダンサー　玉置琥恋子（ここす）[43]
38. ハイパーFM＆ラジオパーソナリティ　宗像＂issiy"裕司[44]
39. アート・プロジェクション・マッピンガー 友田マサヒ[45]
40. 女優 藤原采[46][注釈 8]
41. 日本映画界の巨匠・監督 常本孝之介[47]
42. イラストレーター ピーター・マイアン[48]
43. トータル・バリスタ 盛伸市[49]
44. ワールド・トラベル・ママチャライダー 折原福之介[50]
45. 女詐欺師 押上希江[51][注釈 9]
46. 犯罪心理ジャーナリスト 若松章雄[52]
47. タートル航空社長 橋的勝二[53]
48. マリン・ソムリエ 諸岡ミノル[54]
49. アジアスター ペリー・キー[55]
50. パーソナルヒップトレーナー MICO[56]
51. 毒舌お笑い評論家 響キョウイチ[57][注釈 10]
52. 伝説の審判 犬塚義実[58]
53. メーキャップアーティスト HARUKI[59]
54. AI開発者 落合澄人& 人工知能搭載アンドロイド　ザ・オチアイくん2号[60]
55. 芸能リポーター 伊丹優子[61]
56. R&Bシンガー アンブレラ[62][注釈 11]
57. 妖怪 喰らう人[63][注釈 12]
58. パリコレNo.1モデル アルセーヌ・ダルタニアン[64]
59. 洋楽評論家/洋楽ウォッチャー 去木アコ[65]
60. 舞台演出家　津山紀文[66]
61. グラビア写真家 我孫子進平[67]
62. フードソルジャー サタン小松田[68]
63. 謝罪心理アナリスト 坂崎周太郎[69]
64. 童謡詩人 石丸ツワノ[70][注釈 13]
65. フィギュアスケートコーチ ドミトリー･ポコスタンチ[71][注釈 14]
66. 美食家 渡辺善吉[72][注釈 15]
67. 戦国まごころ武将隊 岩曽根成虎[73][注釈 16]
68. カリスマ双子インフルエンサー・カマタマちゃん[74]
69. アジアの巨像・遠近教の総本尊 極東大満天[75]
70. 作家 阿久津しのぶ[76]
71. ストリート・ペイントマン HACCHO[77]
72. 繁華街ウォッチャー つるたく斗[78]
73. モノ・コミュニケーター 國光悠人[79][注釈 17]
74. キッズ動画くりえいたぁ タネライチャンネル タネちゃん[80]
75. 元女子プロレスラー現美魔女 フロタイル土居[81]
76. 世界一クリエイティブな大型犬 ロルフくん[82]
77. レンタルなんもしないクリエイター ナグモ・トモ[83]
78. 二度寝のプリンセス スヌーズ姫[84]
79. 元祖クイズキング 鶴岡政栄[85]
80. グランデ歌手・世界三大ボイス ジョルナン・ラマ[86]
81. 伝説のホテルマン 折尾豊[87]
82. TORIMAKIサービス 白木善次郎[88]
83. ハリウッド映画監督 ドナルド・C・ダンパー[89]
84. トップアスリート・柿本俊雅の母 柿本千佐子[90]
85. 野良サウナ愛好家 サウナ田ヒロユキ[91]
86. 宙吊り王子 霧島天介[92]
87. ジャングルコンダクター ヒロ・ハスダ[93]
88. ナイトプレイス「ドイド」ママ 矢崎すず子 [94]
89. JFEスチール広報 古田恵久穂 [95]
90. 昭和の名力士 彩千丹 [96]
91. カンペリーザホテル『Spa～tongue』総料理長 白刀康夫[97]
92. パフォーマー KEN-NIN[98]
93. 史上最も肥えたミイラ ロイペル12世[99]
94. 徳島で人気のタレント 津村屋コウジ[100]
95. みやこダンスクラブ代表 杉尾モナハ美也子[101]
96. 鳥取市立桜ヶ丘中学校応援部部長 ぼっちん君[102]
97. 女優 鳴竹あつこ[103]
98. 新種の微生物 ヤマトゴンズラ[104]
99. 真の総合格闘家 玄白[105]
100. 東洋の歌姫(カナリア) フェアリー・キー[106][注釈 18]
101. 大家族のボランチお母さん 熊手もと子[107]
102. 健平食品「けんぺいじいちゃんのパテ」米森健平[108]
103. 辛辣コメントクリエイティブ集団代表 IPPO[109][注釈 19]
104. 天才ピアノ連弾姉妹 衣笠ト奈・ヘ奈[110]
105. 演歌歌手 倉たけし[111]
106. 女子プロサーファー・カリスマモデル テトラ [112]
107. ジュエリーデザイナー・アルミハーク代表 SATORU IWABUCHI [113]
108. 迫力戦士ジカヌリンガー ジカレッド 坪井俊馬[114]
109. イリュージョニスト イリュージョニストCHARMY K[115]
110. 伝説の寮母 藤木みず江[116]
111. 過去アーティスト 村上隆二[117][注釈 20]
112. 謎解きクリエイター 鮫島カナト[118]

## クリエイターズ・ファイル GOLD
2021年6月3日からNetflixで配信開始されたシリーズ。登場キャラクターは既存のものが多いが、ゲストとして俳優やタレント・モデルが本人役として出演する。

### 作品
1. 伝説のホテルマン 折尾豊
  - ゲスト：横浜流星
2. 子役 上杉みち
  - ゲスト：安達祐実
3. トータル・ファッション・アドバイザー YOKO FUCHIGAMI
  - ゲスト：冨永愛・山本博・黒沢かずこ
  - アルセーヌ・ダルタニアン
4. 女優 藤原采
  - ゲスト：永野芽郁
  - 橋的勝二
5. TORIMAKIサービス 白木善次郎
  - ゲスト：きゃりーぱみゅぱみゅ・八代亜紀
6. 舞台演出家 津山紀文
  - ゲスト：中尾彬・池波志乃
7. 童謡詩人 石丸ツワノ
  - ゲスト：オダギリジョー
8. ハリウッド映画監督 ドナルド・C・ダンパー
  - ゲスト：ロバート・キャンベル、カイヤ、アレックス・ラミレス、モーリー・ロバートソン、デーブ・スペクター

## コラボレーション
本稿では連載記事以外のコラボレーションのみ掲載する。
- サントリー 「のんある気分」
  - エクセレントクリエイティブ・ディレクター近松マサヲミ[120]
  - 広末涼子専属マネージャー・剣持信也[121]
- 江崎グリコ アーモンドチョコレート「アーモンドピーク」[2][122][123]
  - アーモンド農園園長 ジョージ・ヴァンダム[2][122][123]
- 日産自動車 「セレナ・オフィシャル・プレゼンターズ」[124]
  - レーサー 泉競也
  - サッカー選手 伊古部祐斗
- アーティスト村上隆の双子の弟・村上隆二[125]

### スペシャルドラマ 黒い十人の秋山
本作をモチーフとし、ある殺人事件の容疑者10人を秋山が演じるミステリードラマ「黒い十人の秋山」が2017年12月26日に放送された。秋山以外のキャスティングには刑事役に仲里依紗、満島真之介、被害者役は滝藤賢一が起用される。監督は筧昌也。

#### 登場人物
※太字は個別動画が存在するキャラクター。
- 冴島響一郎（オペラ歌手） – 秋山竜次
- 戻川茜（美人秘書） – 秋山竜次
- パトリック・ベイカー（外国人画家） – 秋山竜次
- 神取忠（建設会社社長） – 秋山竜次
- 財津隆也（美容整形外科医） – 秋山竜次
- 赤羽ヒデト（サーファー） – 秋山竜次
- 犬塚聡子（プロゴルファー） – 秋山竜次
- リシエル（ファッションモデル） – 秋山竜次
- 村田安夫（猫を飼う男） – 秋山竜次
- YOKO FUCHIGAMI（トータル・ファッション・アドバイザー） – 秋山竜次
- 上杉みち– 秋山竜次
- 警官 - 秋山竜次
- 本庄一朗 – 滝藤賢一
- 桐島さなえ – 仲里依紗
- 取手健 – 満島真之介
- 桐島ケイ – 堀内敬子
- オーナー・大城武史 – 山内圭哉
- 奈良岡にこ、川崎珠莉、別府あゆみ、小島秀公　ほか

#### スタッフ
- 脚本– 根本ノンジ、濱谷晃一
- 監督– 筧昌也
- キャラクター監修– 南山幸治
- 音楽– 遠藤浩二
- ロケ協力– 小山町フィルムコミッション、ホテル春日居、富士祥栄会館
- 技術協力– 映広
- 美術協力– サンズ・デコール（京映アーツ）
- プロデューサー – 濱谷晃一（テレビ東京）、太田勇（テレビ東京）、大沼知朗（よしもとクリエイティブ・エージェンシー）、広瀬郁哉（よしもとクリエイティブ・エージェンシー）、向井達矢（ラインバック）
- 制作プロダクション– ラインバック
- 製作著作– テレビ東京

## 関連イベント
- 『秋山竜次（ロバート）PRESENTS クリエイターズ・ファイル展』（会期：2016年9月27日（火） - 10月2日（日）、会場：渋谷ヒカリエ 8F）[127][128]
- 京都国際映画祭公式プログラム『秋山竜次（ロバート）PRESENTS クリエイターズ・ファイル展 in 京都』（会期：2016年10月13日（木） - 10月16日（日）、会場：元・立誠小学校）[129][130]
- 東京クリエイターズ・ファイル祭り（会期：2017年4月29日（土） - 5月22日（月）、会場：池袋パルコ本館7F）[131]
  - これまで登場した人物に関する展示資料のほか、桐乃祐、上杉みち、YOKO FUCHIGAMI、パール川辺（18：00～以降上映）によるオリジナルショートムービー4本が上映された。

## 関連商品
単行本
- 『クリエイターズ・ファイル』シリーズ（発行：ヨシモトブックス、発売：株式会社ワニブックス）

1. 『クリエイターズ・ファイルVol.01』（2016年9月20日発売）ISBN 978-4-84-709481-1[132]
2. 『クリエイターズ・ファイル Vol.02』（2018年3月1日発売）ISBN 978-4-84-709653-2
3. 『クリエイターズ・ファイル Vol.03』（2019年10月25日発売）ISBN 978-4-84-709843-7
4. 『クリエイターズ・ファイル Vol.04』（2022年6月10日発売）ISBN 978-4-84-707222-2

- 「つくるひとびと」クリエイター71人のパワー・ワード （2021年5月10日発売、集英社）ISBN 978-4-08-788039-7

LINEスタンプ
ロバート 秋山のクリエイターズ・ファイル（ボイス付き）
イベント商品
YOKO FUCHIGAMI公式ファッショナブルTシャツ M・Lサイズ
俳優・桐乃祐クランクインTシャツ M・Lサイズ
24時間放送YOKO FUCHIGAMIデザインTシャツ
本に出てきた企業たちTシャツ
クリエイティブ・クリアファイル クリ・クリ（6種）+kyoto特別ver.(1種)
クリエイターズ缶バッジガチャガチャ クリ缶(6種）
クリエイターズ・ファイル ロゴ缶バッジ